# Notre-Dame-de-Livoye
Notre-Dame-de-Livoye ist eine französische Gemeinde im Département Manche in der Normandie. Sie gehört zum Arrondissement Avranches, zum Kanton Isigny-le-Buat und ist Mitglied des Gemeindeverbandes Mont-Saint-Michel-Normandie. 

## Geographie
Die Gemeinde grenzt an La Chaise-Baudouin und Saint-Jean-du-Corail-des-Bois (Berührungspunkt) im Nordwesten, Saint-Nicolas-des-Bois im Norden, Les Loges-sur-Brécey im Nordosten, Brécey im Südosten sowie Saint-Georges-de-Livoye im Südwesten und Westen. An der südöstlichen Gemeindegrenze verläuft das Flüsschen Bieu.

## Bevölkerungsentwicklung
| Jahr      | 1962 | 1968 | 1975 | 1982 | 1990 | 1999 | 2008 | 2018 |
| --------- | ---- | ---- | ---- | ---- | ---- | ---- | ---- | ---- |
| Einwohner | 170  | 142  | 134  | 124  | 110  | 122  | 121  | 153  |

## Sehenswürdigkeiten

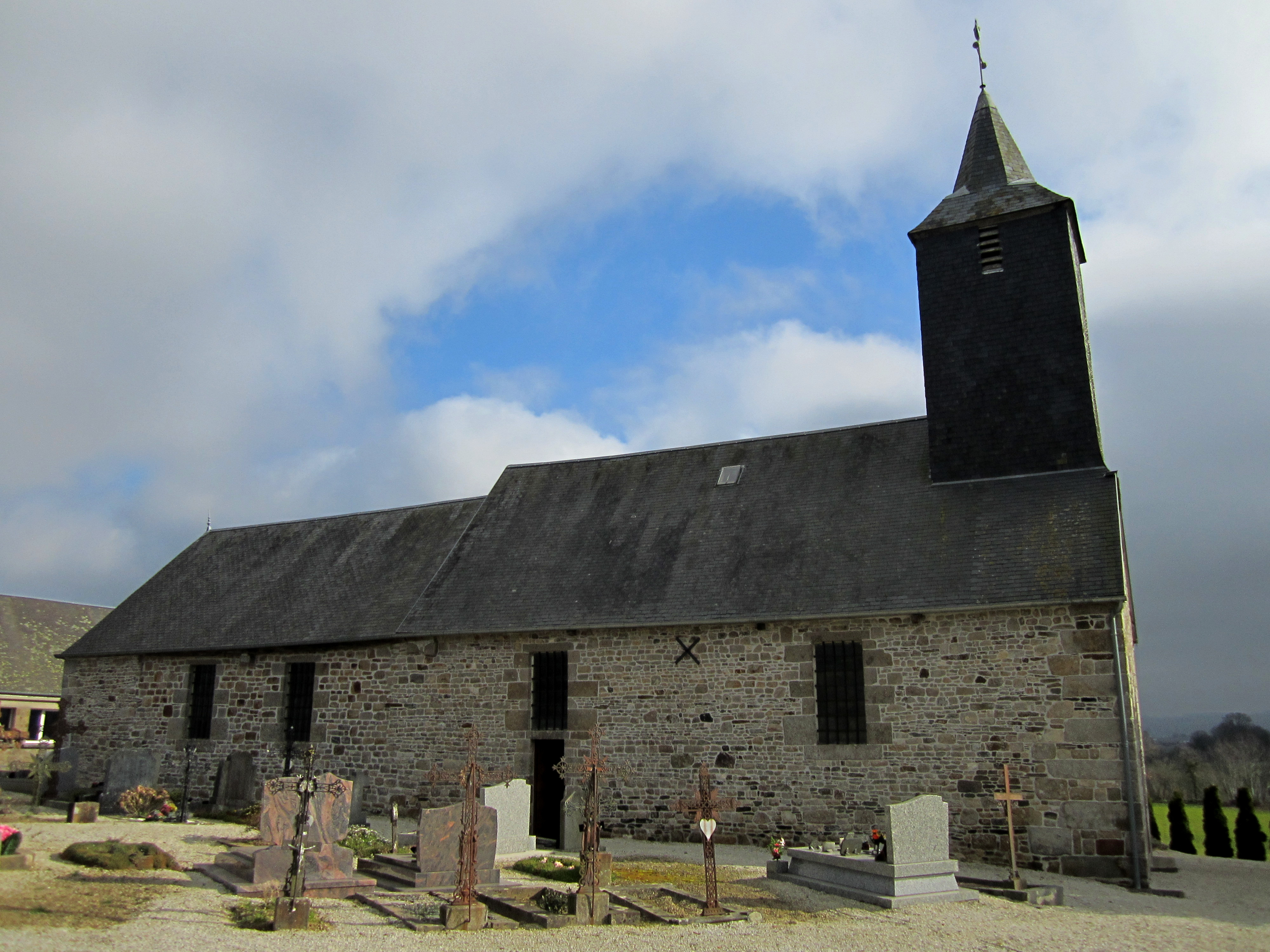
Kirche Notre-Dame

- Kirche Notre-Dame